# المديرية العامة للطيران المدني (المغرب)
المديرية العامة للطيران المدني هي الهيئة المسؤولة على مراقبة الطيران المدني في المغرب، وتسهر على إعداد وتطبيق القوانين والأنظمة الخاصة به، كما تشرف على مراقبة وترخيص المؤسسات التي تعمل في ميدان الطيران المدني، والتحقيق في حوادث الطيران، وهي تابعة إدارياًَ لوزارة السياحة والنقل الجوي والصناعة التقليدية والإقتصاد الإجتماعي.